# 罗伊兰
罗伊兰是一个位於澳大利亞聯邦西澳大利亞州西南區西南公路旁的城鎮，位於不伦瑞克交轨点和班伯利之間。根據澳洲2006人口普查，罗伊兰總共擁有811位居民。

## 歷史
「罗伊兰」這個名字源自一塊位於天鹅河殖民地的地名。1830年，政府將一塊同樣名為「罗伊兰」的土地贈予天鹅河殖民地的第一个测量总监。該土地面積約為5,000英畝（20平方）大。
因為罗伊兰一帶的地理因素良好，並且非常適合耕作，因此早於1880年代已有歐洲移民定居於此。於1893年，罗伊兰開始修建自己的铁路站，作為由平贾拉到皮克顿章克申鐵路的其中一個站。起初，這個站並非叫「罗伊兰站」，而是叫作「柯利側線站」，全因該站位於柯利河旁。後來，於1897年12月，柯利終獲刊登宪报，因此罗伊兰居民開始要求修改鐵路站名稱，以免混淆。不久，柯利側線站被更名為罗伊兰站。於19至世紀末20世紀初期間，不少出產自柯利的煤都以陸路運往罗伊兰，再轉為鐵路運往珀斯。隨著罗伊兰的林業和煤業的興起，不少人們也會把罗伊兰當作一個柯利和珀斯之間的中轉站，致使罗伊兰開始興建旅館。
於1903年，罗伊兰終於擁有自己的學校。於1916年，一所私人学校於罗伊兰成立。於1963年，在哈維郡政府的要求下，罗伊兰終於刊登宪报，並獲得城鎮的地位。
於1940年代至1970年代之間，居住於罗伊兰的澳洲原住民兒童均被帶離家庭，被送進罗伊兰原住民之家，並受到一家的照顧。總共有約500位原住民兒童曾居住於這裡，其中一些更在這裡居住超過16年。於2004年，原住民土地公司以$192萬澳元購買了罗伊兰原住民之家。

## 現況
罗伊兰在現代是一個人口不多的小鎮。罗伊兰坐落於达令山脈的山脚附近，並且位於連接班伯里、平贾拉和珀斯的西南公路以及連接柯利、達根和亚瑟河的煤田路的交界點。於現代，罗伊兰的經濟仍然以林業和煤業作基礎。